# Oliveira Valadão
Manuel Prisciliano de Oliveira Valadão, mais conhecido como Oliveira Valadão (Neópolis, 4 de janeiro de 1849 — 10 de novembro de 1921), foi um militar e político brasileiro.

Modelo de bandeira brasileira proposto por Oliveira Valadão em 1892.

Foi presidente do Estado de Sergipe de 1894 a 1896 e de 1914 a 1918, além de senador de 1907 a 1914 e de 1919 a 1921. Exerceu também o mandato de deputado federal.